# Junta de Valladolid

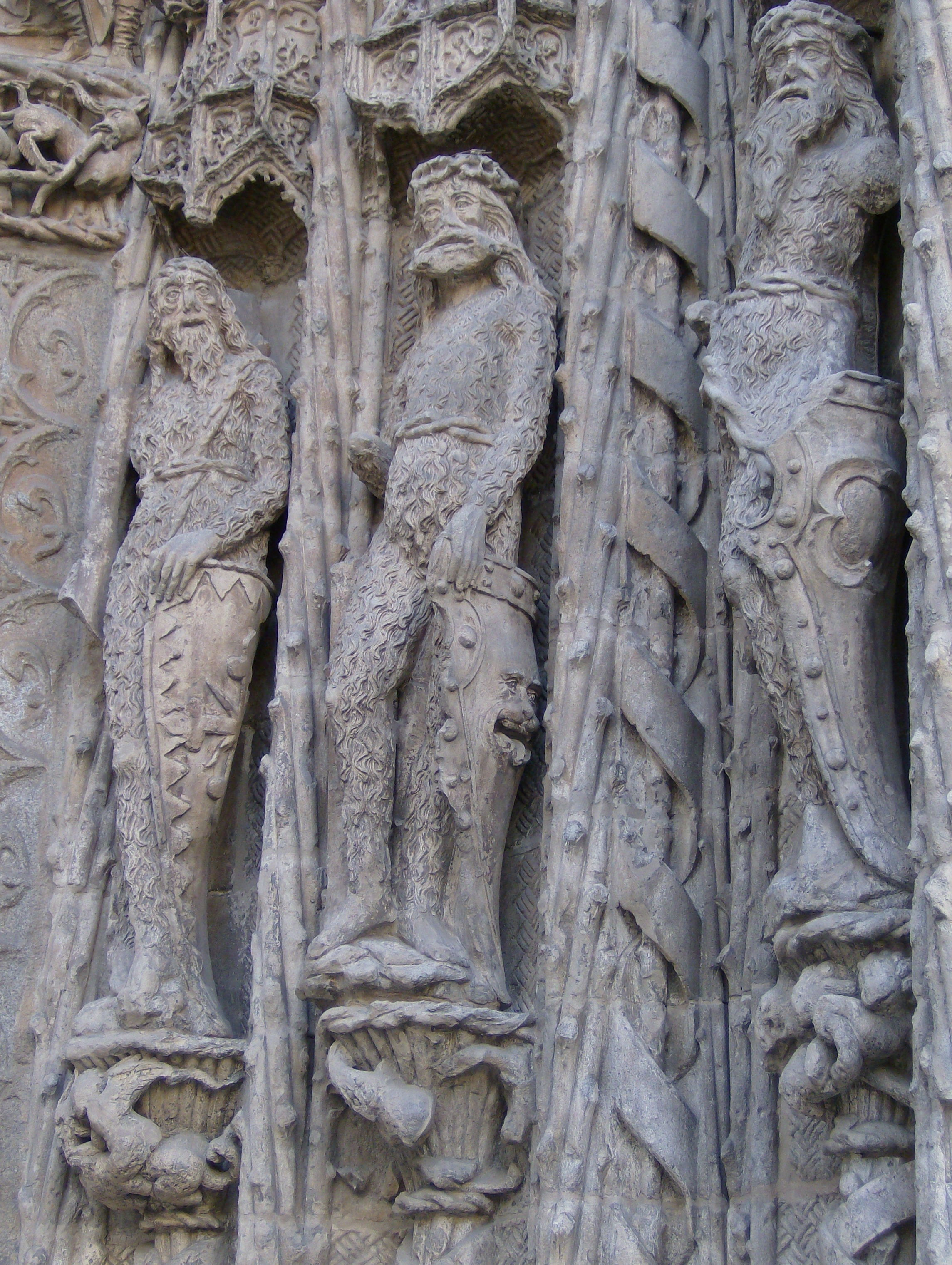
Hombres salvajes. Fachada del Colegio de San Gregorio, Valladolid.

Junta de Valladolid (o también Controversia de Valladolid) es la denominación habitual del célebre debate que tuvo lugar desde el 15 de agosto de 1550 al 4 de mayo de 1551 en el Colegio de San Gregorio de Valladolid, dentro de la llamada polémica de los naturales (indígenas americanos o indios, término entonces usado), y que enfrentó dos formas antagónicas de concebir la conquista de América, interpretadas románticamente como la de los defensores y la de los enemigos de los indios: la primera, representada por Bartolomé de las Casas, considerado hoy pionero de la lucha por los derechos humanos; y la segunda, por Juan Ginés de Sepúlveda, que defendía el derecho y la conveniencia del dominio de los españoles sobre los indígenas, alegando que por no seguir los indígenas la ley natural (considerando los sacrificios humanos y cultos paganos), tampoco se les debía aplicar. No hubo una resolución final, aunque fue el inicio de un cambio que se tradujo en más derechos para los indígenas.
No debe confundirse esta Junta con la Conferencia de Valladolid de 1527 sobre el erasmismo.

## Precedentes
La Junta de Valladolid también fue parte de la más extensa polémica sobre los justos títulos del dominio de la Corona de Castilla sobre América, que se remonta a finales del siglo XV, con las Bulas Alejandrinas y el Tratado de Tordesillas acordado con el Reino de Portugal, y a los recelos con que ambos documentos fueron recibidos en otras cortes europeas. Se dice que el rey Francisco I de Francia pidió retóricamente que le mostraran la cláusula del testamento de Adán en que tales documentos se basaban y que diera derecho a repartir el mundo entre castellanos y portugueses.
La consideración necesaria de los estudios y de una reflexión pública efectuada por esta Junta fue excepcional, en comparación con cualquier otro proceso histórico de formación de un imperio y estuvo en sintonía con la preocupación y la gran importancia que, desde el comienzo mismo del descubrimiento de América, la Monarquía Católica sintió siempre de mantener bajo un control paternalista a los naturales y que produjo y siguió produciendo el gran corpus legislativo de las Leyes de Indias.
El precedente en la generación anterior a la Junta de Valladolid fue la Junta de Burgos de 1512, que había asentado jurídicamente el derecho a hacer la guerra a los indígenas que se resistieran a la evangelización (para garantizarlo se estableció la lectura de un famoso Requerimiento), buscando un equilibrio entre el predominio social de los colonizadores españoles y la protección al indio, que se quiso conseguir con la encomienda. Resultado de todo ello fueron las Leyes de Burgos de 1512. Hacia 1550 se suscitó en Valladolid, España, una intensa polémica en torno a los siguientes temas: los derechos naturales de los habitantes del Nuevo Mundo, las justas causas para hacer la guerra a los indios y la legitimidad de la conquista. Esta polémica estaba inserta en el marco de una larga controversia entre los que, por un lado, eran partidarios de la libertad absoluta de los indios y de una entrada pacífica en las nuevas tierras y los que, por otro lado, apoyaban el mantenimiento de la esclavitud y el dominio despótico y propiciaban el empleo de la fuerza contra los indios del Nuevo Mundo. Si se analiza desde una perspectiva antropológico-filosófica, se advierte que lo que estaba en tela de juicio era la dignidad humana de los habitantes del Nuevo Mundo. Fray Bartolomé de las Casas y Juan Ginés de Sepúlveda son los representantes de las dos posturas que disputaron por la humanidad del indio.

## Planteamiento del debate
En la Junta de Valladolid la discusión partió de bases teológicas, consideradas superiores en ese contexto a las de cualquier otro saber (philosophia est ancilla theologiae).
No discurrió en torno a si los indígenas de América eran seres humanos con alma o salvajes susceptibles de ser domesticados como animales. Tal cosa hubiera sido considerada herética y ya estaba resuelta por la bula Sublimis Deus, de Paulo III (1537). Esta bula fue una contundente respuesta del papado a opiniones que ponían en entredicho la humanidad de los naturales. La bula, incitada por dos dominicos españoles, no pretendió definir la racionalidad del indígena sino que, suponiendo dicha racionalidad en cuanto que los indios son hombres, declaró su derecho a la libertad y a la propiedad y el derecho a abrazar el cristianismo, que se les debía predicar pacíficamente.
El propósito declarado de la discusión en la Junta de Valladolid era ofrecer una base teológica y de derecho para decidir cómo debía procederse en los descubrimientos, las conquistas y la población de las Indias.

## Participantes
En la Junta de Valladolid de 1550 los principales contendientes dialécticos fueron fray Bartolomé de las Casas y Juan Ginés de Sepúlveda. El representante papal, el cardenal Salvatore Roncieri, presidía la discusión.
Participaron, entre otros, Domingo de Soto, Bartolomé de Carranza y Melchor Cano (que para la segunda parte del debate tuvo que ser sustituido por Pedro de la Gasca, pues partió al Concilio de Trento).
No es casualidad que todos ellos fueran dominicos: la Orden de Predicadores controlaba las universidades españolas a través de las cátedras y los colegios.
Varios en esa Junta (como Soto y Cano) eran discípulos de Francisco de Vitoria, muerto cuatro años antes, en 1546. Vitoria encabezó la escuela de Salamanca (por desarrollarse en la Universidad de Salamanca).
Carranza enseñaba en el mismo Valladolid, y Sepúlveda, que había estudiado en Alcalá de Henares y en Bolonia y se había destacado por su antierasmismo, no era docente universitario, sino preceptor del propio príncipe Felipe. Fue su oposición a las Leyes Nuevas de Indias de 1542 (cuya revocación habían conseguido los encomenderos en los distintos virreinatos) lo que había provocado la vuelta a España de Bartolomé de las Casas, que era Obispo de Chiapas. Comenzó una polémica intelectual entre los dos: Sepúlveda publicó su De justis belli causis apud indios y Las Casas replicó con sus Treinta proposiciones muy jurídicas. La Junta debía resolver el conflicto.
Sepúlveda aportaba un trabajo titulado Democrates alter, en el que sostenía que los indios, considerados como seres inferiores, debían quedar sometidos a los españoles y lo completó con más argumentación escrita en el mismo sentido. La Apologética de las Casas fue el texto clave en las discusiones. Los trabajos se desarrollaron entre los meses de agosto y septiembre de 1550. La Junta quedó inconclusa y por ello volvió a convocarse el año siguiente. En la disputa no hubo resolución final. Los dos exponentes se consideraron vencedores.

## Enfrentamiento de posturas
Juan Ginés de Sepúlveda estaba a favor de la guerra justa contra los indios, a quienes creía seres humanos, y que era causada por sus pecados y su idolatría. De no haberlos creído seres humanos, tampoco podrían pecar y malamente podrían los españoles tener el deber de evangelización. También defendió su inferioridad, que obligaba a los españoles a tutelarlos. 
Correspondió a Bartolomé de las Casas el esfuerzo de demostrar que los americanos eran seres humanos iguales a los europeos. La contribución de Domingo de Soto a esta postura fue fundamental.
En el mismo sentido que estos últimos, el espíritu intelectual que animaba el debate, aun no estando presente, era el de Francisco de Vitoria, que se había cuestionado si, desde un principio, era lícita la conquista americana. Los asistentes a la Junta pudieron tenerlo presente en sus reflexiones sobre la naturaleza de los indígenas.

### Tesis de Ginés de Sepúlveda

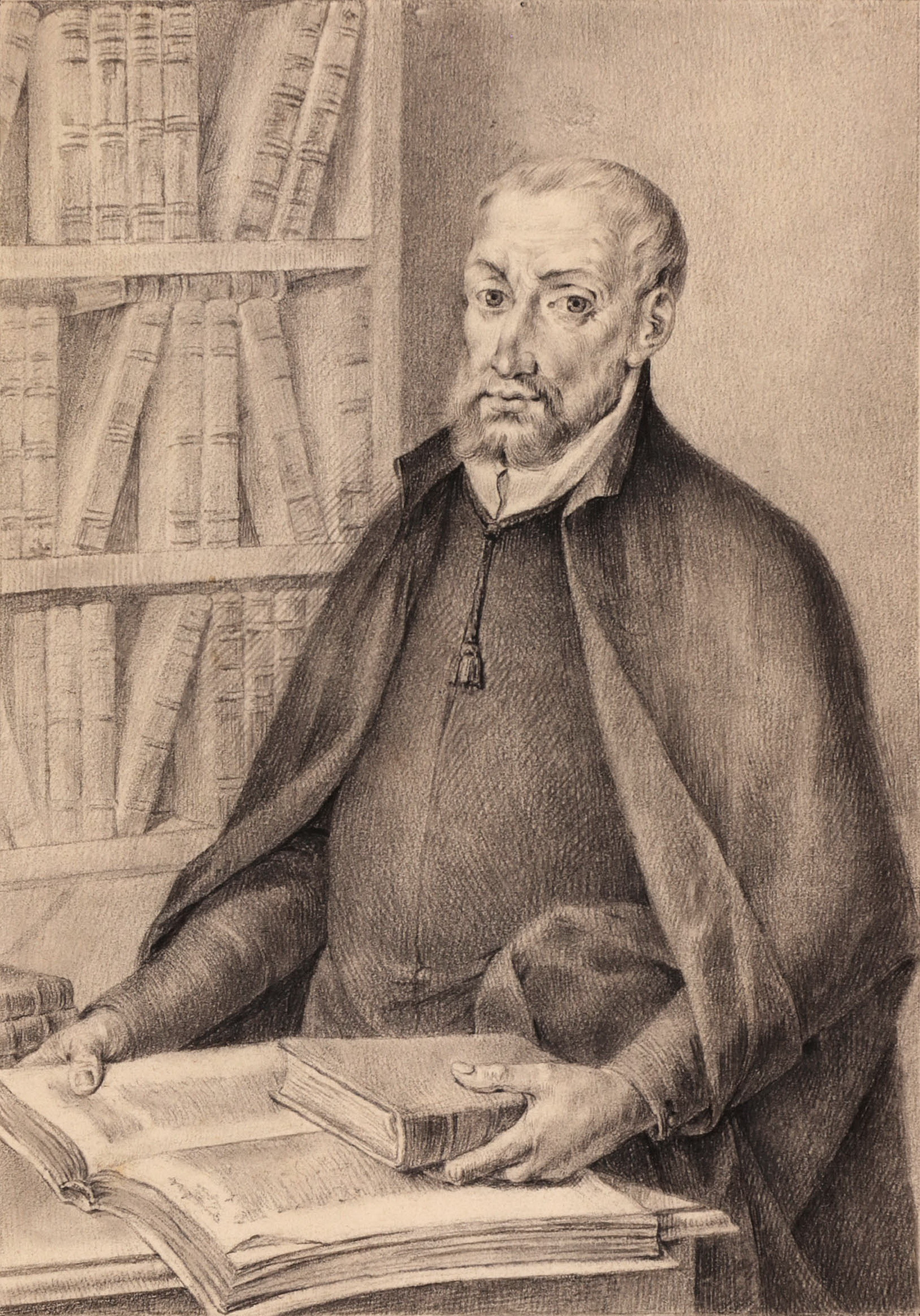
Juan Ginés de Sepúlveda, partidario de la guerra justa contra los indios.

Sepúlveda en Democrates secundus o de las justas causas de la guerra contra los indios siguió argumentos aristotélicos y humanistas que obtuvo de Palacios Rubios y Poliziano. Propuso cuatro "justos títulos" a fin de justificar la conquista: 
- El derecho de tutela de los indios, que implicaba su sometimiento al gobierno de los cristianos en el convencimiento que por su propio bien sujetarse a los españoles, ya que son incapaces de gobernarse a sí mismos. Ello no significaba que se los deba reducir a servidumbre o esclavitud, sino a que, por así decirlo, fueran considerados siempre menores de edad.
- La necesidad de impedir, incluso por la fuerza, el canibalismo y otras conductas antinaturales que practican los indígenas.
- La obligación de salvar a las futuras víctimas inocentes que serían sacrificadas a los dioses falsos.
- El mandato de evangelización que Cristo dio a los apóstoles y el papa al Rey Católico.
- Hacer la guerra facilitaría la prédica de la fe.

El conjunto de argumentos que utilizó es complejo. Los desarrolló en varias obras más y pueden englobarse en argumentos de razón y de derecho natural y argumentos teológicos.
Los planteamientos que Sepúlveda utilizó para argumentar que la conquista española era justificada, los escribió en sus publicaciones Demócrates Alter o Diálogo de las justas causas de la guerra; la apología pro libro de Justis Belli Causis o Defensa de las justas causas de la guerra; su defensa ante la junta de Valladolid y dos cartas a Melchor Cano, donde afirmó su doctrina tergiversada. De estos escritos se desprendieron sus respectivos argumentos, que Sepúlveda explicó, por un lado los que atentaban contra la razón y el derecho natural, como la supuesta barbarie de los indios y el derecho a civilizarlos, por medio de la sumisión, se mencionaba como “servidumbre natural”, sus continuos pecados contra la ley natural que daba derecho a corregirlos y evitar sus barbaries, y por último la defensa de las víctimas que creaban los indígenas como producto de sus barbaries; y por otro lado los argumentos teológicos, que era la autorización pontificia para combatir los pecados contra la supuesta ley natural y eliminar las barreras que ponían los indios a la predicación del evangelio.
- Argumentos de razón y derecho natural: Sepúlveda explicó que el indio no era intrínsecamente malo sino que lo que le pervirtió fue su cultura, su entorno, por ende dijo que la "barbarie" que autorizaba la conquista tenía una connotación fundamentalmente moral. Sepúlveda dijo

...Digo que los bárbaros, se entiende como los que no viven conforme a la razón natural y tienen costumbres malas públicamente entre ellos aprobadas....ora les venga por falta de religión, donde los hombres se crían brutales, ora por malas costumbres y falta de buena doctrina y castigo...

 con esto aseveró que el fin de la conquista era la civilización y bien de los bárbaros, ya que con leyes justas y conformes a la ley natural, hacía de la vida de los indios una inserción a una vida mejor y más suave, agregando que si se rehusaba al imperio puede ser obligado por las armas, y esa guerra sería justa en virtud del derecho natural.
Dentro de la misma temática con respecto a la servidumbre natural, Sepúlveda se basó en las sagradas escrituras y dijo

...Porque escrito esta en el libro de los proverbios “El que es necio servirá al sabio” tales son las gentes bárbaras e inhumanas, ajenas a la vida civil y a las costumbres pacíficas, y será siempre justo y conforme al derecho natural que tales gentes se sometan al imperio de príncipe y naciones más cultas y humanas, para que merced a sus virtudes y a la prudencia de sus leyes, depongan la barbarie y se reduzcan a vida más humana y al culto de la virtud.

Sepúlveda describió aspectos de los indígenas, los cuales calificó de acciones bárbaras, como que no poseían ciencia y que eran iletrados, que no tuvieran leyes escritas, que eran  caníbales, cobardes y carecían de propiedad privada, entre otros. Sin dejar de lado que eran solo connotaciones morales, el indio podía ser civilizado ya que la condición de bárbaro fue, en el pensamiento de Sepúlveda, un estado accidental superable y no una naturaleza humana distinta y por ende la posición de servidumbre del indio no fue en sí misma un estado de esclavitud sino un sometimiento político del cual podían evolucionar intelectual y moralmente si eran gobernados por una nación civilizada.
Así mismo, la barbarie, entendida como estado de atraso cultural y moral que redundaba en costumbres condenadas "por la naturaleza" y en una supuesta ineptitud para gobernarse humanamente, autorizaba a cualquier pueblo civilizado que estuviera en condiciones de seguir a los bárbaros en conformidad con la "ley natural", de sacarlos de su estado inhumano para someterlos a su dominio político. Incluso por las armas, si no había otro remedio.
Esta conclusión en que el hombre dependía de su propia razón, que le permitía autodirigirse y autodiscernir, pero si el hombre era carente del uso de la razón no era dueño de sí y debía servir a quien sea capaz de regirlo y por ende que si la finalidad de la guerra era la civilización de los bárbaros, era entonces un supuesto bien para estos.
Sepúlveda justificó la dominación política pero rechazó la dominación civil, o sea la esclavitud y la privación de sus bienes. Sostuvo

No digo que a estos bárbaros se les haya de despojar de sus posesiones y bienes, ni que se les haya de reducir a servidumbre, sino que se debe someter al imperio de los cristianos...

Es importante destacar que Sepúlveda defendió la sujeción política, pero no su esclavitud pues la creencia vulgar confunde ambas cosas, y lo hace partidario de la esclavitud.
Con respecto a los "pecados contra la ley natural", Sepúlveda, basándose en el hecho de que los indios ofrecían sacrificios humanos en gran número a sus dioses falsos, y otros actos similares, dijo:

...y ha de entenderse que estas naciones de los indios, quebrantan la ley natural, no porque en ellas se cometan estos pecados, simplemente, sino porque en ellas tales pecados son oficialmente aprobados....y no los castigase en sus leyes o en sus costumbres, o no impusiese penas levísimas a los más graves y especialmente a aquellos que la naturaleza detesta más, de esa nación se diría con toda justicia y propiedad, que no observa la ley natural, y podrían con pleno derecho los cristianos, si rehusaba someterse a su imperio, destruirlas por sus nefastos delitos y barbarie e inhumanidad....

Sepúlveda trató de proteger a las víctimas de las barbaries humanas señalando:

A todos los hombres, les está mandado por ley divina y natural, el defender a los inocentes de ser matados cruelmente, con una muerte indigna, si pueden hacerlo sin gran incomodo suyo

 y puso como hombres rectos y salvaguardadores de las víctimas a los cristianos.
- Argumentos teológicos: Con respecto a la autorización pontificia para combatir los graves delitos contra la supuesta ley natural, Sepúlveda dijo que la potestad del papa

Si bien se aplica propiamente a aquellas cosas que pertenecen a la salvación del alma, y a los bienes espirituales, sin embargo, no está excluida de las cosas temporales en cuanto se ordenan a las espirituales

por ello el papa podía obligar a las naciones a que resguarden la ley natural.
Sepúlveda indicó, además, que a nadie se podía obligar a abrazar la fe católica

La razón de lo cual es porque aquella violencia sería inútil, pues nadie, repugnando su voluntad, que no es posible coaccionar, puede ser hecho creyente. De modo que debe usarse la enseñanza y de las persecuciones

pero a pesar de ello los cristianos podían inducir por medios racionales a los bárbaros a civilizarse, ya que era su obligación. Si el primer intento no resultaba, Sepúlveda mencionaba

Si no se puede proveer de otro modo el asunto de la religión, es licito a los españoles, ocupar sus tierras y provincias, y establecer nuevos señores y destituir a los antiguos.

### Respuesta de las Casas

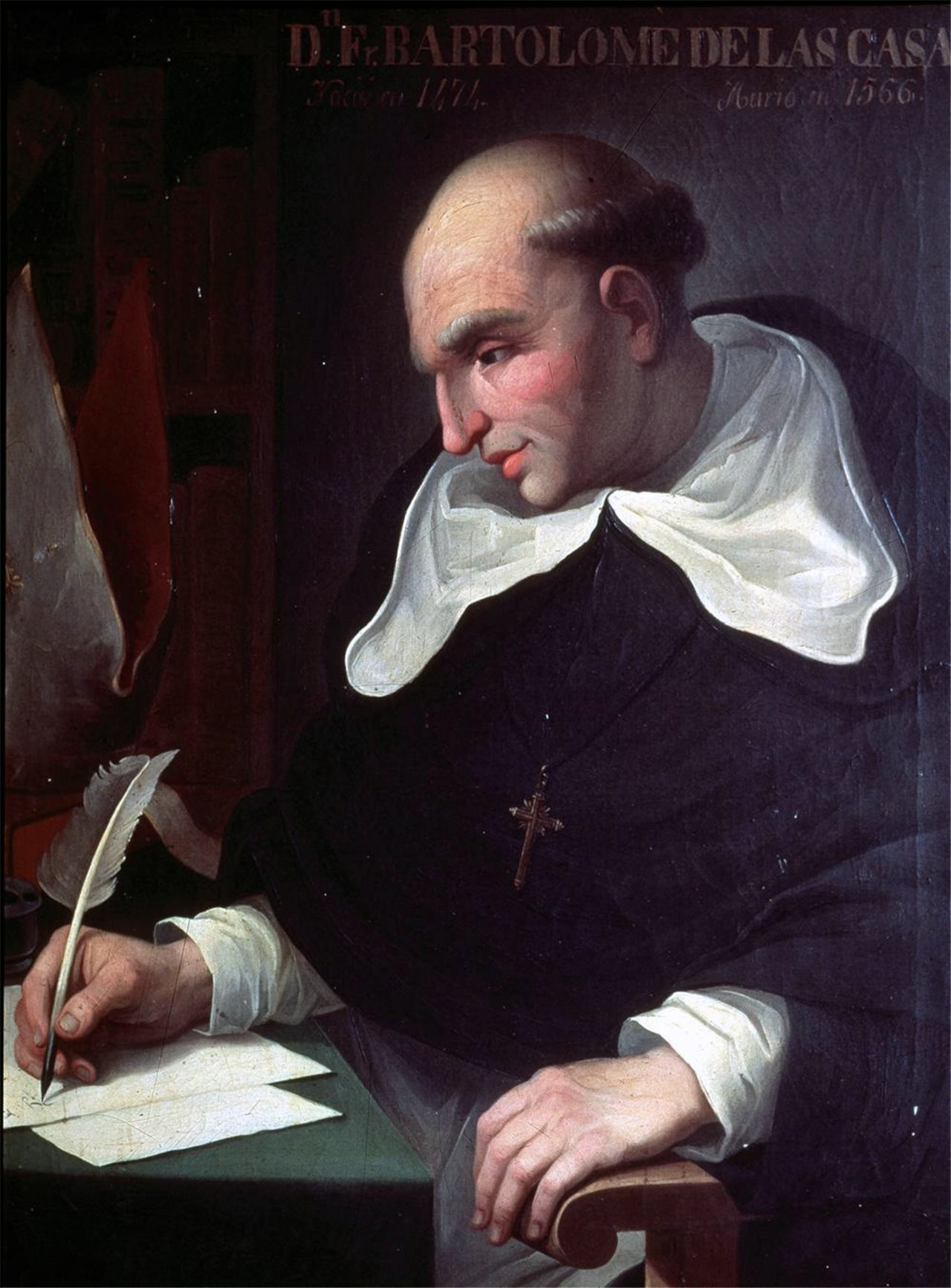
Fray Bartolomé de las Casas fue el principal defensor de los indios en la Junta de Valladolid.

Las Casas, que no le va a la zaga en aristotelismo, demostró la racionalidad de los indios a través de su civilización: la arquitectura de los aztecas rebatió la comparación con las abejas que había hecho Sepúlveda. No encontró en las costumbres de los indígenas americanos una mayor crueldad que la que pudiera encontrarse en las civilizaciones del Viejo Mundo o en el pasado de España:

"Menor razón hay para que los defectos y costumbres incultas y no moderadas que en estas nuestras indianas gentes halláremos nos maravillen y, por ellas, las menospreciemos, pues no solamente muchas y aun todas las repúblicas fueron muy más perversas, irracionales y en prabidad más estragadas, y en muchas virtudes y bienes morales muy menos morigeradas y ordenadas. Pero nosotros mismos, en nuestros antecesores, fuimos muy peores, así en la irracionalidad y confusa policía como en vicios y costumbres brutales por toda la redondez desta nuestra España"

Frente a los "justos títulos" que defendía Sepúlveda, las Casas se valió de los argumentos del fallecido Francisco de Vitoria quien había expuesto una lista de "títulos injustos" y otros "justos títulos":
En sus títulos injustos, Vitoria fue el primero que se atrevió a negar que la bulas de Alejandro VI, conocidas en conjunto como las Bulas Alejandrinas o Bulas de Donación Papal, fuesen un título válido de dominio de las tierras descubiertas. Tampoco eran aceptables el primado universal del emperador, la autoridad del papa (que carecía de poder temporal) ni un sometimiento o conversión obligatorios de los indios. No se les podía considerar pecadores o poco inteligentes, sino que eran libres por naturaleza y dueños legítimos de sus propiedades. Cuando los españoles llegaron a América no portaban ningún título legítimo para ocupar aquellas tierras que ya tenían dueño.
- Las Bulas de donación papal y el Requerimiento que se leía a los indígenas para justificar su sometimiento eran títulos menos seguros que los que daba la aplicación del derecho de comunicación, que si era negado por los indígenas permitía a los españoles obtenerlo a la fuerza.

- Negó el derecho de ocupación por la pura aplicación de la fuerza, pero defendió la libertad de transitar por los mares, argumento muy polémico también defendido por Hugo Grocio, y que no convenía al monopolio colonial del comercio con las Indias.
- La evangelización no era una obligación de los españoles, pero sí un derecho de los indígenas.[3]

## Trascendencia

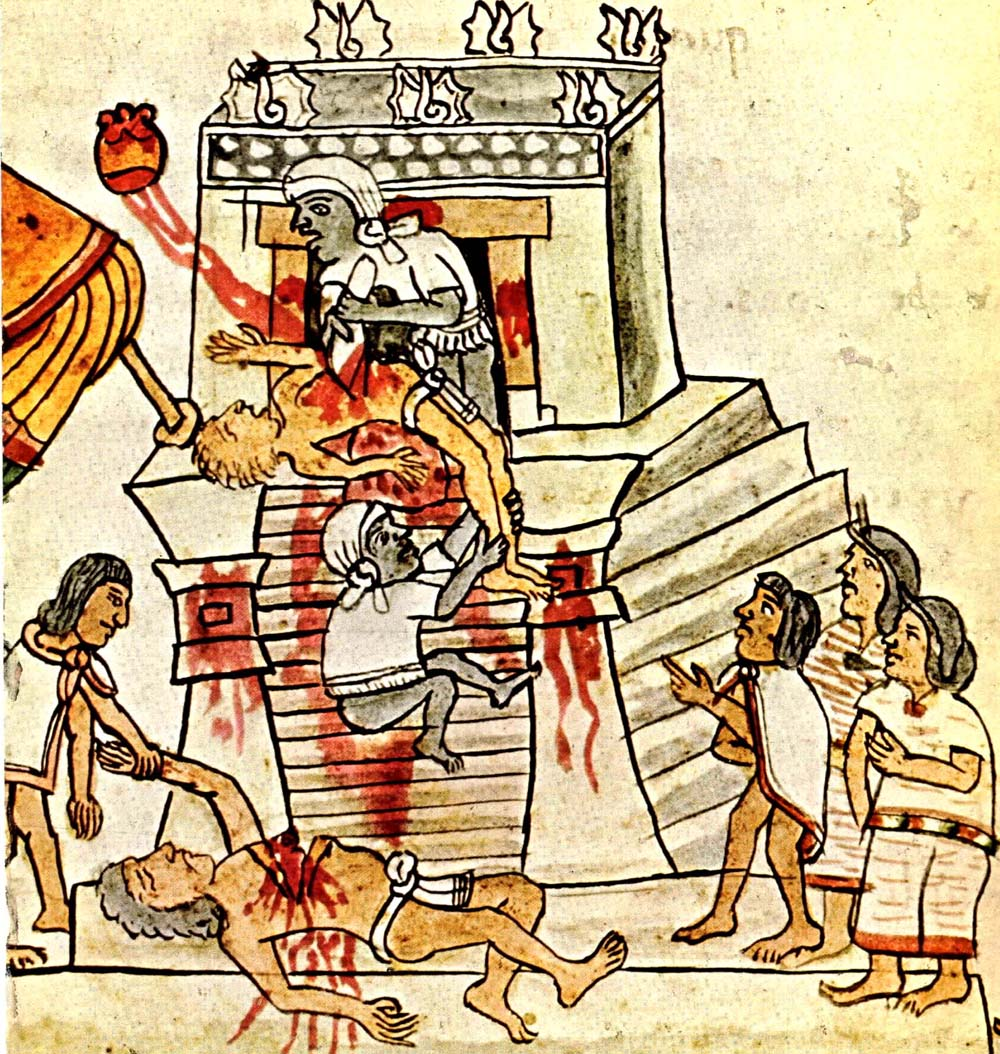
Sacrificio azteca, Códice Mendoza. Argumentos para ambas partes del debate: costumbres antinaturales y arquitectura civilizada.

El debate de Valladolid sirvió para actualizar las Leyes de Indias y crear la figura del "protector de indios".
Las conquistas se frenaron, regulándose de tal forma que, en teoría, solo a los religiosos les estaba permitido avanzar en territorios vírgenes. Una vez que hubieran convenido con la población indígena las bases del asentamiento, se adentrarían más tarde las fuerzas militares, seguidas por los civiles. Las ordenanzas de Felipe II (1573) llegaron a prohibir hacer nuevas "conquistas". Se ha destacado lo históricamente inusual que son tales escrúpulos en la concepción de un Imperio.

Don Phelipe, etc. A los Virreyes presidentes Audiençias y gouernadores de las nuestras Indias del mar oceano y a todas las otras personas a quien lo infrascripto toca y atañe y puede tocar y atañer en qualquier manera saued que para que los descubrimientos nueuas poblagiones y pacificaçiones de las tierras y prouincias que en las Indias estan por descubrir poblar y paçificar se hagan con más façilidad y como conuiene al seruicio de dios y nuestro y bien de los naturales entre otras cossas hemos mandado hazer las ordenanças siguientes (...)
Los descubridores por mar o tierra no se empachen en guerra ni conquista en ninguna manera ni ayudar a vnos indios contra otros ni se rebuelban en quistiones ni contiendas con los de la tierra por ninguna caussa ni razon que sea ni les hagan dagno ni mal. alguno ni les tomen contra su voluntad cossa suya sino fuese por rescate o dandoselo ellos de su voluntad...
Ordenanzas de descubrimiento, nueva población y pacificación de las Indias dadas por Felipe II, el 13 de julio de 1573, en el bosque de Segovia. El orden que se ha de thener en descubrir y poblar.

Surgió de esta disputa el moderno derecho de gentes (ius gentium). Veamos cómo lo resume el profesor Claudio Finzi, en el contexto del debate respecto a a comparación entre las colonizaciones española, inglesa y francesa (lo que explica la mención en el  texto, por ejemplo, a expresiones como "aberraciones demoniacas papistas", propias de esa polémica):

Si pasamos a la América española, en el campo de la historia de las ideas encontramos diferencias relevantes con cuanto hemos dicho hasta ahora. En efecto, es intensa a finales de los primeros tiempos la actividad misionera con acentos milenarios. Además, para todo el siglo XVI y las primeras décadas del siglo XVII, se desarrolla un intenso debate político sobre la nueva tierra, sobre los indígenas, los motivos que pueden justificar la conquista española. Es un debate del cual participaron las mejores inteligencias españolas de la época, teólogos, juristas, políticos. Nada similar podemos encontrar en otro lugar. También por los motivos circunstanciales: ni los franceses ni los ingleses ni los portugueses se encontraron con organismos políticos desarrollados y organizados en Estados, como los reinos azteca e inca que encontraron los españoles. En España, gracias también a la decisión tomada de posiciones papales, se supera rápido el problema de la naturaleza del indio. Pablo III con la célebre bula Sublimis Deus de 1537, declara a los indígenas hombres con todos los efectos y capacidades de cristianos. Es cierto que esto no parece suficiente porque quedaba en vigor el requerimiento y la bula Inter caetera promulgada por Alejandro VI en 1493, sobre la cual Juan López de Palacios Rubios y Matías de Paz de 1512 fundaban jurídicamente la ocupación de América. Lo que se quiere notar aquí es que siempre en los treinta años del 1500 dos teólogos dominicanos de la celebérrima Universidad de Salamanca, Francisco de Vitoria y Domingo de Soto, enfrentaron el problema de los principados indígenas americanos. Colocados en el camino que conduce a la más moderna teoría del estado, construyeron un camino paralelo a aquel de Maquiavelo y de Jean Bodin, los dos, pero sobre todo el primero con la fuerza de la novedad y gran vigor polémico, que era de los eclesiásticos (por esto propia fuerza) corría lentamente la discusión de lo religioso a lo político y declararon la legitimidad política de las regiones y de los soberanos indígenas americanos. Ellos no eran ni paganos ni pecadores para sacarles la soberanía india y la legitimidad de sus gobernantes, ya que la sociedad y el poder están fundados sobre la naturaleza y no sobre la gracia, como decía santo Tomás de Aquino (los dos son dominicanos y Victoria introduce como libro de texto la Suma Teológica de santo Tomás en Salamanca). La legitimidad del poder no depende por lo tanto del hecho que el gobernante sea o no cristiano, como habían sostenido primero algunos herejes para los cuales era después un poder pagano legítimo y la afirmación de nuestros dos españoles, si nunca lo han conocido, sólo podían estar en las aberraciones demoníacas papistas. Pero hay más. Para demostrar la racionalidad de los indios americanos, Francisco se Vitoria recurre a lo político. Demuestra que eran razonables y que podían tener una vida política, fundándose en abundante noticias que llegaban de América a su convento de San Esteban, afirma que había vida social y política y por lo tanto son racionales. De esta manera va más allá de lo que afirmó Pablo III en su bula de 1537, cuando era la racionalidad el reconocimiento de la naturaleza humana de los indios. Para Victoria la existencia de una vida asociada, con leyes, con comercio, instituciones, gobierno, es lo que cuenta. De un lado, por lo tanto, Vitoria y Soto reconocen la legitimidad de los príncipes americanos; por el otro niegan la existencia de poderes universales: ni el Papa ni el emperador son los señores del mundo. No hay entonces valor político alguno en la bula Inter coetera con la que en 1493 el papa Alejandro VI había dividido el mundo en meridional para los españoles y portugueses. Vitoria y Soto deben preguntarse después cuál es o puede ser el motivo legítimo que permite estar a España en América. Vitoria dará una larga lista de motivos, muchos ilegítimos y puestos premeditadamente, otros legítimos, por lo que la presencia española en América queda a salvo, pero lo que aquí interesa es el reconocimiento a la política americana y de los estados americanos. Las razones que en él aduce para justificar la legitimidad de la presencia española en América son motivos que también se dan en Europa, por ejemplo entre franceses y españoles. No es casual, en efecto, que Carlos V permanezca desconcertado de las dos relectiones de Indis que Vitoria escribe al sacerdote del convento de San Esteban, donde Vitoria vivía, para prohibir los debates posteriores a su argumentación. Sin peros (es significativo) saca su favor a Vitoria que años después quisiera enviar a Trento como teólogo imperial. Esta fue por años y decenios la línea vigente. No faltó también en el mundo hispano negadores radicales de la humanidad del indio o de su posibilidad de civilización; mucho menos faltó quien explotó a los indios en su propio interés. Pero el plan de debate de aquellas ideas que declaraba el derecho hispánico a la sumisión de los indios por su naturaleza inferior, fueron voces minoritarias y perdedoras. De este punto de vista me parece que se puede decir que resulta en cambio cuanto insatisfactoria la posición de Bartolomé de Las Casas, el dominicano defensor de los indios, que muchos trabajos han estado y se han aprovechado de la polémica sobre la colonización española y católica. En sus ideas, en sus posiciones intelectuales y políticas hay algo que grita y contrasta con el mundo que está naciendo. Se enfrentaban sus ideas con las de Vitoria y Soto, paradojalmente, Las Casas aparece más cerca de Juan Ginés de Sepúlveda, el célebre autor de grandes textos políticos y filosóficos donde se sostenía, casi solo entre los teóricos políticos y contrario a la autoridad de Carlos V, pero como buen aristotélico, la esclavitud natural de los indios americanos. El gran amigo de los indios, Las Casas, y el gran enemigo de los indios, Sepúlveda, tuvieron también un durísimo encuentro público en Valladolid ante una comisión de estudiosos, teólogos, juristas, encargados de evaluar las respectivas posiciones. No obstante, los dos adversarios pensaban del mismo modo ambos de nuevo a esquemas políticos de tipo medieval, legados de la vieja concepción de la teocracia pontificia, aquella que siguiendo la bula de Alejandro VI constituía título legítimo de infundamento y de dominio político.

En la práctica, las dos posiciones que se confrontaron en la Junta justificaban el dominio castellano aunque con acciones muy diferenciadas entre sí.
Ambas motivaciones, así como el ambiente intelectual generado por la Junta de Valladolid y la polémica, inspiraron nuevas Leyes de Indias a añadir a las anteriores. La sincera preocupación de Bartolomé de las Casas por la suerte de los indios que tan crudamente describió en su obra Brevísima Relación de la Destrucción de las Indias le llevó a una notable propuesta que permitió entender su concepción del indígena: Le parecía admisible una buena idea que salvó a muchos lugares de América de la despoblación, sobre todo a las islas Antillas, la importación de esclavos negros, naturalmente más inclinados al trabajo que los débiles indios. Un buen argumento aristotélico, sin duda, pero floja defensa de los derechos humanos modernos, del que más pocos años más tarde, en 1559 o 1560 se desdijo:

Antiguamente, antes que hobiese ingenios, teníamos por opinión en esta isla [la Española], que si al negro no acaecía ahorcalle, nunca moría, porque nunca habíamos visto negro de su enfermedad muerto... pero después que los metieron en los ingenios, por los grandes trabajos que padecían y por los brebajes que de las mieles de cañas hacen y beben, hallaron su muerte y pestilencia, y así muchos dellos cada día mueren.

El hispanista John Elliott afirma que a pesar de las posibles limitaciones de las medidas, estas constrastan con las de otros imperios por el esfuerzo llevado a cabo para garantizar los derechos de la población indígena: 

Las ordenanzas llegaron tarde y la «pacificación» de nuevo cuño a menudo resultó ser no mucho más que un eufemismo para la antigua «conquista». Con todo, tanto la convocatoria de la discusión de Valladolid como la legislación que siguió a continuación constituyen un testimonio del compromiso de la corona por garantizar la «justicia» para sus poblaciones de súbditos indígenas, un empeño para el que no es fácil encontrar paralelos por su constancia y vigor en la historia de otros imperios coloniales.

## Recreaciones fílmicas
Existe, por un lado, un telefilm francés que recrea este episodio con el título de La Controverse de Valladolid del año 1992, dirigido por Jean-Daniel Verhaeghe, con guion de Jean-Claude Carrière, y que cuenta como actores con Jean-Louis Trintignant (Sepúlveda), Jean-Pierre Marielle (Las Casas) y Jean Carmet (Legado del papa). No obstante, en él se hacen aseveraciones no contrastadas y llamativas que podrían tacharse de propaganda, y se enfoca la Junta como un concilio para decidir si los indígenas eran hombres con alma o no, lo cual ya había sido previamente establecido por la bula Sublimis Deus, de Pablo III (1537).
Por otro lado, en 2023, se filmó en Valladolid, el documental "La Controversia de Valladolid. El amanecer de los derechos humanos", dirigido por Juan Rodríguez-Briso. El documental está basado en una investigación histórica realizada en los archivos de Simancas, de Sevilla y la Biblioteca Nacional. El largometraje destaca la relevancia de la Junta de Valladolid, como discusión predecesora sobre los derechos humanos. Un grupo de especialistas en historia, teología y derecho, -encarnados por Noemí Morante, Carlos Pinedo, Carlos Tapia, Mercedes Asenjo-, se reúnen en un programa de radio para reflexionar, indagar, cuestionar y debatir sobre la Junta de Valladolid. El film muestra diferentes momentos históricos, que darán lugar al debate entre Bartolomé de las Casas y Juan Ginés de Sepúlveda entre 1550 y 1551. Hace hincapié en este hito, como un proceso histórico que ocupa los primeros 50 años del siglo XVI. El documental, -que cuenta con la participación de Televisión Española-, contempla otros hechos precedentes como las implicancias del testamento de Isabel La Católica, en cuanto a la figura legal de los indígenas, el Sermón de Montesinos de 1511, como primera protesta sobre los tratos abusivos hacia los nativos por parte de los adelantados;  las clases impartidas por Francisco de Vitoria en la Universidad de Salamanca, donde se cuestiona la legitimidad de la conquista. Estos y otros sucesos, desembocaran en la Junta de Valladolid de 1550 – 1551. Javier Bermejo (Antonio de Montesinos) Agustín Ustarroz (Sepúlveda), Ales Furundarena (Las Casas), Alfonso Mendiguchía (Hernán Cortés) Isabel La Católica (Lucía Bravo) Pablo Viñas (Francisco de Vitoria) y Miguel Sánchez González (Carlos V) dan vida a personajes históricos relevantes en el documental. Fue filmando en Valladolid, en el propio Colegio San Gregorio, donde se produjo originalmente el debate.